# 吉岡定勝
吉岡 定勝（よしおか さだかつ）は、戦国時代から江戸時代初期にかけての武将。因幡山名氏の家臣。因幡国防己尾城主。

## 略歴
因幡吉岡氏は南北朝以来、湖山池西岸を本拠とした国人で、代々因幡山名氏に仕えたが、定勝の代である天正元年（1573年）に因幡に進出した吉川元春により本領を安堵された。

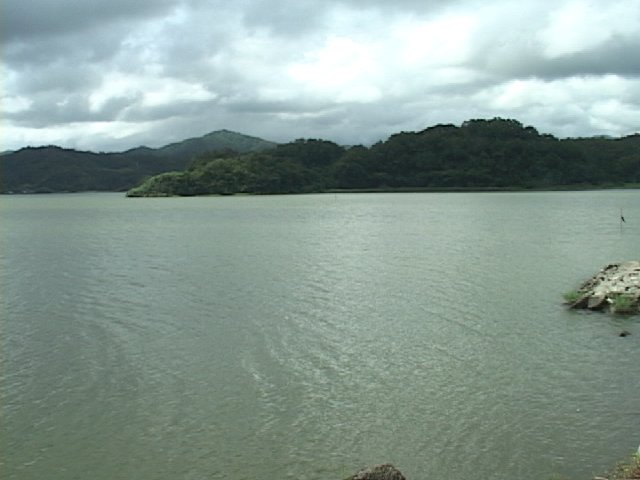
羽柴秀吉軍との間で激しい戦いが行われた防己尾城

天正9年（1581年）織田信長の命を受けた羽柴秀吉による鳥取城攻撃の際は毛利氏に与し、居城・防己尾城に拠って羽柴軍を迎え撃っている。伝承に拠れば、「秀吉軍の防己尾城攻撃は合計3回行われたが、定勝は湖水が入り組んだ地形を巧みに生かしたゲリラ戦法で、いずれの時も秀吉軍を撃退した。特に2度目の攻撃の際は、秀吉自慢の千成瓢箪の馬印を奪取するほどの大勝だった。」と伝わるが、史実の整合性を鑑みた場合、羽柴秀吉は「千成瓢箪の馬印」を使用していないことなど、戦闘内容を含めて後世の巷談でしかない。
その後は秀吉軍の長囲による兵糧攻めにあって落城した。城を逃れ出た定勝は安芸国に赴き、毛利氏のもとに身を寄せるが、やがて毛利氏のもとを離れ、諸国放浪の末に因幡に戻って帰農した。また、この一族から池田氏の藩政時に登用された者もいたが、明治維新以後は大阪などへ移住したため、鳥取県には吉岡温泉郷などの地名は現存するが、吉岡姓は少ない。

## 関連作品

### 漫画
- もののふ 山陰鳥取 知られざる歴史の物語(リイド社　画：藤原芳秀　シナリオ：増田貴彦　2014年)　第1話「智将 吉岡将監～秀吉に負けなかった男～」
第2次鳥取城合戦（1581年）の際の防己尾城攻防戦における吉岡定勝の活躍を描いている。